# Peißen (Bernburg)
Peißen ist ein Ortsteil der Stadt Bernburg (Saale) im Salzlandkreis in Sachsen-Anhalt.

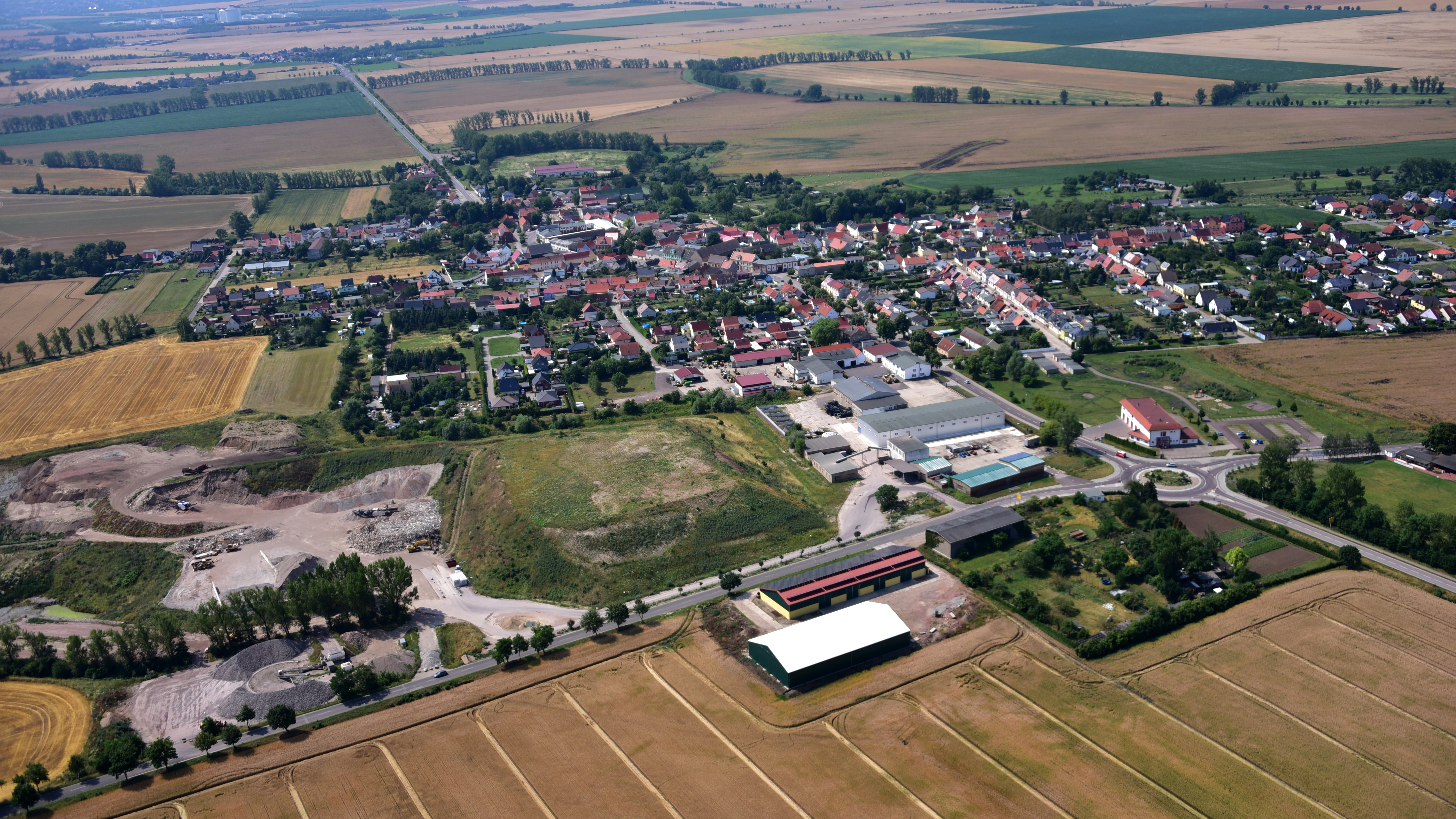
Peißen, Luftaufnahme (2017)

## Geografie
Peißen liegt südlich von Bernburg (Saale).

## Geschichte
Der Ort Peißen wurde erstmals im Jahr 1157 in einer Schenkungsurkunde an das Kloster Petersberg bei Halle (Saale) erwähnt. Durch den heutigen Ort Peißen verlief bis 1945 die preußisch-anhaltische Grenze.
Oberpeißen gehörte zum Herzogtum Anhalt-Bernburg. Nach dem Aussterben der Bernburger Linie wurde Oberpeißen 1863 dem Landkreis Bernburg im Herzogtum Anhalt zugeteilt, das 1918 zum Freistaat Anhalt wurde.
Unterpeißen lag im Saalkreis des Erzstifts Magdeburg, das 1680 als Herzogtum Magdeburg unter brandenburg-preußische Herrschaft kam. Die Gerichtsbarkeit lag bei den Herren von Krosigk zu Poplitz. Während der französischen Besetzung des Saalkreises gehörte Unterpeißen von 1807 bis 1813 zum Departement der Saale im Königreich Westphalen. Der Ort war dem Kanton Cönnern im Distrikt Halle zugeordnet. Bei der politischen Neuordnung Preußens nach dem Wiener Kongress 1815 wurde Unterpeißen im Jahr 1816 dem Regierungsbezirk Merseburg der preußischen Provinz Sachsen angeschlossen und dem Saalkreis zugeordnet.
Bei der ersten Kreisreform in der DDR wechselte Unterpeißen am 15. Juni 1950 in den Landkreis Bernburg. Zum 20. Juli 1950 fand der Zusammenschluss von Ober- und Unterpeißen zur Gemeinde Peißen statt. Mit der zweiten Kreisreform im Jahr 1952 wurde Peißen dem Kreis Bernburg im Bezirk Halle angegliedert, der 1990 in Landkreis Bernburg umbenannt wurde und 2007 im Salzlandkreis aufging. 
Die Gemeinde Peißen gehörte ab dem 1. Januar 2005 der Verwaltungsgemeinschaft Nienburg (Saale) an. Am 1. Januar 2010 wurde die bis dahin selbstständige Gemeinde zusammen mit den Gemeinden Baalberge, Biendorf, Gröna, Poley, Preußlitz und Wohlsdorf in die Stadt Bernburg (Saale) eingemeindet.
Am 11. September 2011 wurde Peißen von einem schweren Unwetter mit Orkan und tennisballgroßen Hagelkörnern heimgesucht. Dabei wurden rund 200 Häuser beschädigt.

## Kultur und Sehenswürdigkeiten

### Bauwerke
- Postmeilensäule an der Bundesstraße 71, um das Jahr 1800 aufgestellt

### Naturdenkmäler
Im Ort liegen in aufgelassenen Tongruben zwei Flächennaturdenkmale; das Lurchschutzgebiet Peißen und Schongebiete für bestandsgefährdete Fische.

## Wirtschaft und Infrastruktur

### Verkehr
Direkt durch die Gemarkung Peißen führt die Landesstraße L50 von Magdeburg nach Könnern. Die Bundesautobahn 14, die von Dresden nach Magdeburg führt, liegt westlich von Peißen. 